# Muwaffak Tarif

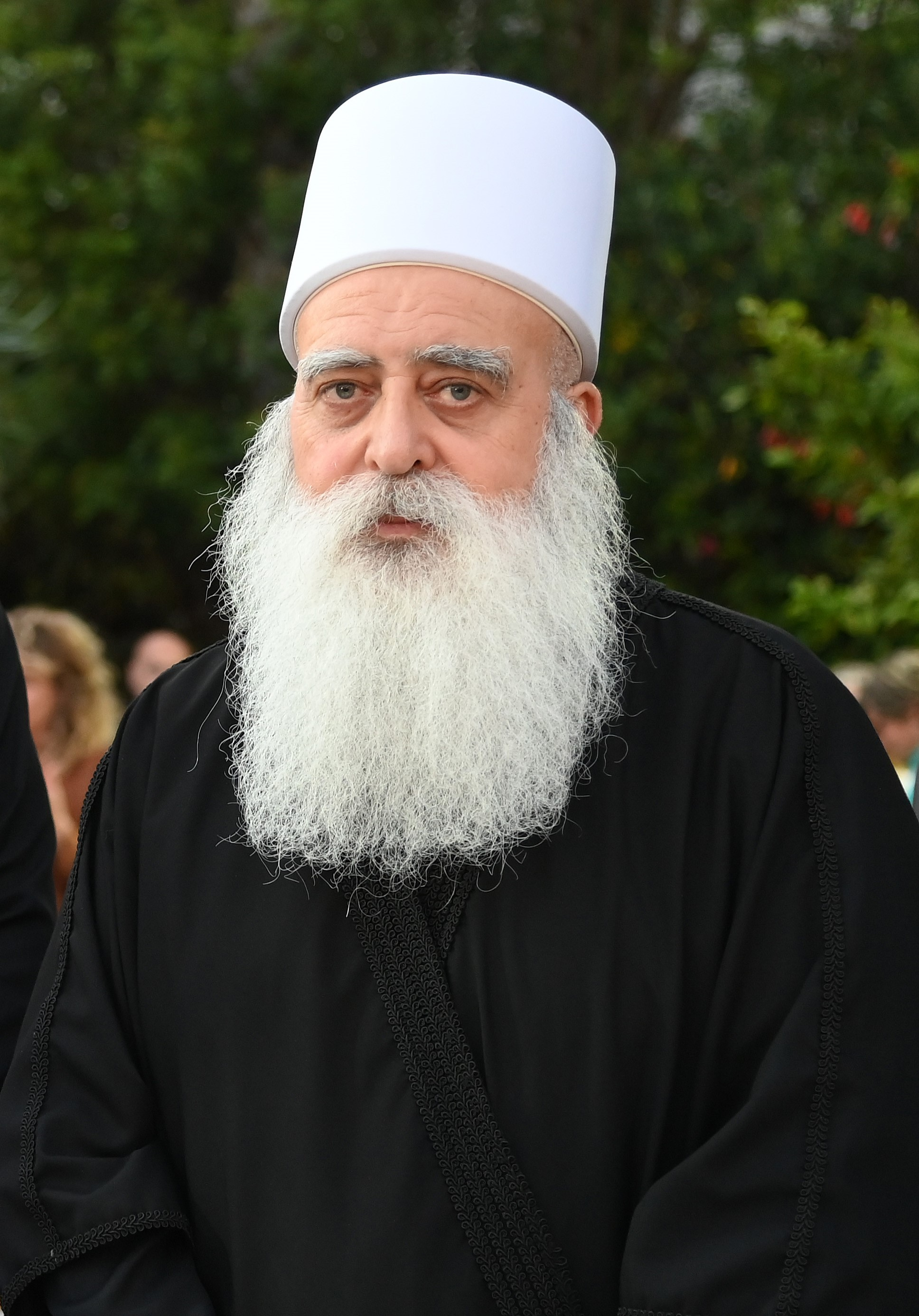
Mowafaq Tarif, 2023

Scheich Muwaffak Tarif oder Mowafaq Tarif (arabisch موفق طريف, DMG Muwaffaq Ṭarīf, hebräisch מוואפק טריף, * 1963 in Dschulis) ist gegenwärtig Qādī (geistlicher Führer) der Drusen in Israel.

## Leben
Tarif kam 1963 in Dschulis bei Haifa zur Welt, einem Dorf hauptsächlich von Angehörigen der Religionsgemeinschaft der Drusen bewohnt. Die Drusen betrachten sich als Araber und sprechen Arabisch. Seit 1753 stellte seine Familie die geistlichen Führer der Drusen in Palästina. 1993 erbte er sein Amt von seinem Großvater Amin Tarif und übernahm als solcher die Verantwortung für die heiligen Stätten der Gemeinde. Die israelischen Behörden hatten in den 1950er Jahren ein Clansystem gegenüber den Drusen etabliert, indem sie die Familie Tarif mit der Entscheidung über die Angelegenheiten der Drusen beauftragten. Der Staat unterstützte die Familie Tarif finanziell, die im Gegenzug die Politik der Regierung förderte.
So lehnte sich Scheich Tarif in seinen politischen Äußerungen eng an die Politik des Staates Israel an. Die Drusen gingen im Palästinakrieg von 1948 das, was in zionistischen Schriften oft als „Blutpakt“ (ברית דמים, brit damim) bezeichnet wird, ein. Dem „Blutpakt“, ein Ausdruck, der in Israel bis zur Gegenwart in Militärkreisen allgemein Verwendung findet, verlieh Scheich Tarif im Januar 2004 auch eine religiöse Richtung. Im Januar 2004 unterzeichnete er mit Unterstützung der orthodoxen Juden der Chabad-Lubawitsch-Bewegung eine Erklärung, in der alle Nichtjuden in Israel aufgefordert wurden, die Sieben Noachidischen Gebote einzuhalten. Seit den 1980er Jahren hatte Rabbi Meir Kahane erste Noahidischen Konferenzen durchführt und den Noachidischen Bund erläutert.
Scheich Tarif rief 2015 die USA zur Hilfe im Bürgerkrieg in Syrien (Iran-Israel-Konflikt während des syrischen Bürgerkriegs) auf. Israels Vize-Außenministerin Tzipi Hotovely unterstützte ihn in diesen Aufruf. Dabei gilt die Drusengemeinschaft in Syrien wie ihre Glaubensbrüder in Israel weitgehend als pro-Assad.
Mit der Verabschiedung des umstrittenen Nationalstaatsgesetzes, Israel – der Nationalstaat des jüdischen Volkes im Jahr 2018, wurde eine Säule des Pakts erschüttert. Ebenso wie die für beide Seiten vorteilhafte Zweideutigkeit, die Israels Selbstdefinition als jüdisch und demokratisch ins Wanken gebracht. Als der Widerstand gegen das Nationalitätsgesetz innerhalb der Drusengemeinschaft größer wurde, weil sie sich zu Bürger zweiter Klasse degradiert fühlten, obwohl sie in der Armee dienten und loyal gegenüber Israel waren, schloss sich Scheich Tarif der großen Gegendemonstration in Tel Aviv-Jaffa an. Die Drusen begannen zu begreifen, dass die Entscheidungen der Tarif-Führung gegen die Interessen der Drusengemeinschaft verstießen. Und das Misstrauen erstreckte sich auch auf die drusischen Parlamentsmitglieder, die die Drusengemeinschaft vertraten, wie Ayoub Kara (Likud) und Hamad Ammar (Jisra’el Beitenu), zwei drusische Abgeordnete, die das Nationalstaatsgesetz unterstützten und dafür gestimmt hatten.